# Zlatna liga (HRT)
Zlatna liga je hrvatska televizijska emisija koja se prikazuje na Prvom programu HRT-a od 4. listopada 2022. u jutranjem terminu, od utorka do četvrtka.
Emisija ugošćuje razne poznate osobe iz hrvatskoga javnoga, kulturnog, sportskog, medijskog i umjetničkog života.

## Voditelji
Svaku emisiju vode različiti parovi bivših, umirovljenih, poznatih voditelja iz raznih HRT-ovih emsija: Mirjana Rakić, Ksenija Erker, Ivana Prohić, Ljiljana Saucha, Božo Sušec, Vladimir Rončević, Nada Šurjak i Drenislav Žekić.

## Pregled emisija
| Sezona | Sezona | Epizode | Epizode | Originalno emitiranje | Originalno emitiranje |
| Sezona | Sezona | Epizode | Epizode | Premijera             | Finale                |
| ------ | ------ | ------- | ------- | --------------------- | --------------------- |
|        | 1.     | 104     | 104     | 4. listopada 2022.    | 1. lipnja 2023.       |
|        | 2.     | 116     | 116     | 19. rujna 2023.       | 13. lipnja 2024.      |
|        | 3.     | n. p.   | n. p.   | 21. siječnja 2025.    | 2025.                 |

## Vanjske poveznice
- Službena stranica na Facebooku